# 란 단커
란 단커(Ran Danker, 1984년 1월 7일 ~ )는 이스라엘의 배우, 가수이다.

## 영화
- 고딘 셀 (2012년)
- 룰러바이 투 마이 파더 (2012년)
- 칼레벗 - 레이비즈 (2010년) - 마이키 역
- 아이스 와이드 오픈 (2009년)
- 레스트리스 (2008년)